# Hội Toán học Việt Nam
Hội Toán học Việt Nam (tiếng Anh: Vietnam Mathematicial Society - viết tắt: VMS) là một cộng đồng về nghiên cứu toán học ở Việt Nam. 
Được thành lập vào ngày 15 tháng 8 năm 1966 bởi giáo sư Lê Văn Thiêm, tới nay hội đã có gần 1000 thành viên. Hội Toán học Việt Nam cũng là đơn vị chủ quản của Giải thưởng Lê Văn Thiêm - giải thưởng nhằm vinh danh các cá nhân có sự đóng góp lớn cho ngành toán học Việt Nam. 

## Lãnh đạo Hội Toán học hiện nay
Lãnh đạo Hội nhiệm kì 2023-2028:
- Chủ tịch: GS.TSKH. Vũ Hoàng Linh, Hiệu trưởng trường Đại học Khoa học Tự nhiên, ĐHQG HN.
- Phó Chủ tịch kiêm Tổng thư ký:
- Các phó chủ tịch:

1. GS.TS. Nguyễn Hữu Dư, nguyên GĐ ĐH Viện Nghiên cứu Cao cấp về Toán, trường ĐHKHTN, ĐHQG HN
2. PGS.TS. Đinh Thanh Đức, Phó Hiệu trưởng trường ĐH Qui Nhơn
3. GS.TSKH. Phùng Hồ Hải, Viện trưởng Viện Toán học, Viện Hàn lâm KH và CN VN
4. GS. TSKH. Phạm Thế Long, nguyên Giám đốc Học viện Kỹ thuật quân sự
5. GS.TSKH. Đỗ Đức Thái Trưởng Khoa Toán Tin, trường Đại học Sư phạm Hà Nội
6. GS.TS. Đặng Đức Trọng, nguyên trưởng Khoa Toán Tin, trường ĐHKHTN, ĐHQG TP Hồ Chí Minh

- Phó tổng thư ký:

1. TS. Đoàn Trung Cường, Phó Viện trưởng Viện Toán học, Viện Hàn lâm KH và CN VN

## Lãnh đạo Hội Toán học các khoá trước
- Khóa 1 (1966 – 1988)
  - Chủ tịch sáng lập: Giáo sư Lê Văn Thiêm
  - Tổng thư ký: Giáo sư Hoàng Tụy
  - Các phó chủ tích:
    - Giáo sư Nguyễn Thúc Hào
    - Giáo sư Nguyễn Cảnh Toàn
- Khóa 2 (1988 – 1994)
  - Chủ tịch: Giáo sư Nguyễn Đình Trí
  - Tổng thư ký: Giáo sư Đỗ Long Vân
- Khóa 3 (1994 – 1999) và khoá 4 (1999 – 2004)
  - Chủ tịch: Giáo sư Đỗ Long Vân
  - Tổng thư ký: Giáo sư Phạm Thế Long
- Khoá 5 (2004 – 2008)
  - Chủ tịch: Giáo sư Phạm Thế Long
  - Tổng thư ký: Giáo sư Lê Tuấn Hoa
- Khóa 6 (2008 – 2013)
  - Chủ tịch: Giáo sư Lê Tuấn Hoa
  - Tổng thư ký: Giáo sư Nguyễn Hữu Dư
- Khóa 7 (2013 – 2018)
  - Chủ tịch: Giáo sư Nguyễn Hữu Dư
  - Tổng thư ký: Giáo sư Phùng Hồ Hải

- Khóa 7 (2013 – 2018)
  - Chủ tịch: Giáo sư Ngô Việt Trung
  - Tổng thư ký: Giáo sư Vũ Hoàng Linh